# Spanduni
Els Spanduni (en armeni: Սպանդունի) van ser una família de nakharark (nobles) d'Armènia amb feu hereditari a la comarca del Spanduniq que alguns situen a la província del Phaitakaran, però que probablement era a l'Airarat. Probablement eren una branca dels Camsaracans.
Apareixen al segle iv i van subsistir fins a les invasions àrabs al segle vii.